# La croce di fuoco (romanzo)
La croce di fuoco (The Fiery Cross) è un romanzo di Diana Gabaldon pubblicato nel 2001.
Costituisce la prima parte di The Fiery Cross, il quinto volume della serie di Outlander.

## Trama
Ottobre 1770. Durante l'ultimo giorno dell'Adunanza, in cui Brianna e Roger si sposano e il piccolo Jeremiah "Jemmy" viene battezzato, Jamie riceve dal governatore William Tryon l'ordine di radunare una milizia al servizio del re per contrastare i Regolatori, un gruppo di dissidenti insorti contro la corona, ed è costretto ad accettare perché il governatore gli ha dato il feudo di Fraser's Ridge anche se è cattolico, invece che protestante. Pochi giorni dopo il ritorno a Fraser's Ridge, Jamie riceve l'ordine di raggiungere il generale Waddell a Salisbury entro metà dicembre per marciare contro i Regolatori che si sono lì riuniti; parte, quindi, con Claire, Roger e una quarantina di altri uomini, ma, giunti a Brownsville, viene loro ordinato di tornare indietro perché i Regolatori si sono dispersi. Passato il Natale e il Capodanno, a marzo Jocasta e Duncan organizzano il loro matrimonio. Mentre Claire viene corteggiata dal giovane damerino Phillip Wylie, Jamie incontra il maggiore MacDonald, che gli dice di aver saputo che sta cercando Stephen Bonnet e che il malfattore conosce due amici del governatore, Walter Priestly e Hosea Wight. Durante il ricevimento, una delle domestiche, Betty, viene trovata addormentata, drogata con del laudano, e la sera, dopo aver accusato dolori alla pancia, muore di una forte emorragia. Sospettando che si tratti di omicidio, Claire, accompagnata da Jamie, esegue di nascosto un'autopsia sul cadavere, ma viene sorpresa da Wylie, seguito da Bonnet; il primo viene catturato e, una volta interrogato, dice di non essersi accorto di essere seguito e di non conoscere Bonnet, mentre il secondo riesce a fuggire. Poco dopo, Jocasta viene ritrovata imbavagliata e legata: una volta liberata, racconta di essere stata aggredita da due uomini che volevano sapere dove si trovava l'oro che il re di Francia aveva mandato a Charles Stuart e di cui il suo ex marito Hector Cameron aveva tenuto una parte. Claire e Jamie concludono che uno dei due fosse Bonnet; inoltre, Claire informa tutti che Betty è morta perché qualcuno le ha fatto ingoiare dei vetri e che secondo lei il vero obiettivo era Duncan: i sospetti ricadono sul tenente Wolff, che tempo prima voleva sposare Jocasta per impadronirsi della sua proprietà, il cui piano ipoteticamente era di drogare Duncan e costringere Jocasta a sposare lui, ma il vino drogato è stato bevuto da Betty, che è poi stata uccisa perché avrebbe potuto dire chi le aveva dato la coppa da consegnare a Duncan. La mattina, mentre Claire, Jamie, Roger e Brianna tornano a casa, Jamie riceve una lettera dal governatore Tryon, che gli annuncia che marceranno contro i Regolatori nel giro di un mese.

## Edizioni
- La croce di fuoco, Corbaccio, 2007,  p. 811, ISBN 978-8879728683.
- La croce di fuoco, TEA, 2009, ISBN 978-8850220076.